# Żółwiak wąskogłowy
Żółwiak wąskogłowy (Chitra indica) – gatunek gada z podrzędu żółwi skrytoszyjnych z rodziny żółwiakowatych (Trionychidae).
OpisKarapaks ciemnoszary, oliwkowy lub żółtawy. Plastron jest kremowy. Głowa i skóra oliwkowa.
RozmiaryWielkość do 90–115 cm, ale odnotowano żółwia, który miał 183 cm.
BiotopW strumykach, rzekach i jeziorach, cały czas przebywa w wodzie z wyjątkiem składania jaj przez samice.
PokarmRyby, mięczaki i płazy.
WystępowanieBangladesz, Indie, Mjanma, Nepal, Pakistan.
OchronaGatunek Chitra indica wymieniony jest w załączniku B Rozporządzenia Rady (WE) Nr 338/97 oraz w załączniku II konwencji CITES. Oznacza to, że trzeba zarejestrować hodowlę takiego gatunku żółwi oraz przewóz okazów przez granicę Unii Europejskiej wymaga otrzymania zgody Ministra Środowiska.
UwagaŻółwie te były wpisane do załącznika Rozporządzenia Ministra Środowiska w sprawie gatunków lub grup gatunków zwierząt niebezpiecznych dla życia i zdrowia ludzi. Gatunek ten miał kategorię II, był wymieniony ze względu na niebezpieczeństwo pogryzienia ludzi.